# Bubbio
Bubbio ist eine Gemeinde in der italienischen Provinz Asti, Region Piemont. 

## Lage und Einwohner
Bubbio liegt 36 km südlich von der Provinzhauptstadt Asti entfernt in der Region Langhe Astigiane. Das Gemeindegebiet umfasst eine Fläche von 15 km² und hat 805 Einwohner (Stand 31. Dezember 2023). Die Nachbargemeinden sind Canelli, Cassinasco, Cessole, Loazzolo, Monastero Bormida und Roccaverano.

## Kulinarische Spezialitäten

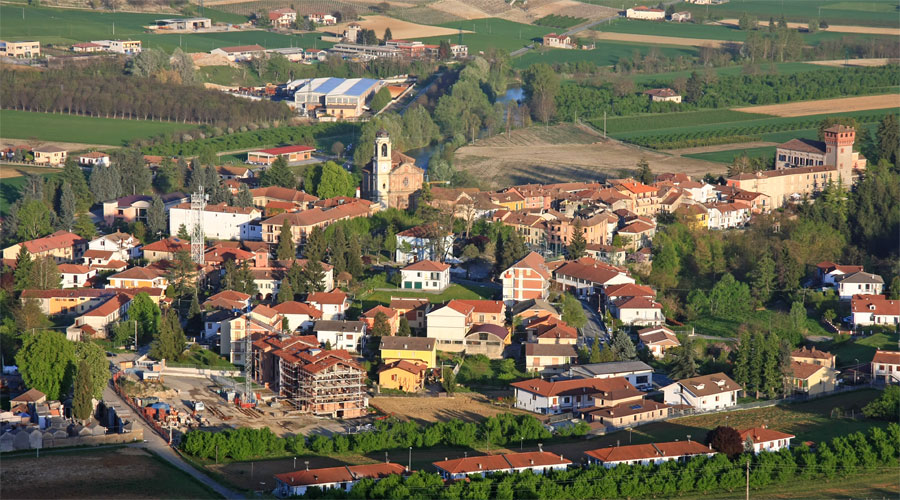
Panorama von Bubbio

In Bubbio werden Reben für den Dolcetto d’Asti, einen Rotwein mit DOC Status angebaut. Die Beeren der Rebsorten Spätburgunder und/oder Chardonnay dürfen zum Schaumwein Alta Langa verarbeitet werden. Die Muskateller-Rebe für den Asti Spumante, einen süßen DOCG-Schaumwein mit geringem Alkoholgehalt sowie für den Stillwein Moscato d’Asti werden hier ebenfalls angebaut. 
Aus der Rebsorte Brachetto wird der liebliche Schaumwein Brachetto d’Acqui hergestellt. In Bubbio werden auch Reben der Sorte Barbera für den Barbera d’Asti, einen Rotwein mit DOCG Status angebaut.